# Sonny Bill Williams
Sonny William Williams (Auckland, 3 d'agost de 1985) és un ex jugador de rugbi neozelandès que exercia de centre. Va ser internacional amb els All Blacks des del 2010 al 2019 i fou campió del món a Nova Zelanda 2011 i Anglaterra 2015.

## Carrera
Del 2004 al 2008, Williams va jugar rugbi league amb els Canterbury Bulldogs a la National Rugby League. El 2008 es convertiria en jugador de rugbi union, integrant-se el Rugby Club Toulonnais fins al 2010; el 2011, signaria amb els Crusaders ; i el 2012, amb els Chiefs i després amb els Panasonic Wild Knights del Japó.
El neozelandès va tornar a jugar rugbi league el 2013 per als Sydney Roosters, amb els quals va seguir fins al 2014. Aquest any va retornar a la rugbi union per la ITM Cup amb els Counties Manukau retornant als Chiefs l'any 2015. Des del 2017 fins al 2019 va jugar amb els Blues del Super Rugby.
Williams retornaria a la rugbi league el 2020 en signar pel Toronto Wolfpack canadenc que debutarà a la Super League de rugbi XIII.

## Selecció nacional
Williams va debutar amb els All Blacks el novembre de 2010, en un partit contra Anglaterra a Londres. Amb 25 anys d'edat va formar part de l'equip que va guanyar la Copa del Món de Rugbi de Nova Zelanda 2011.
El jugador va disputar 12 partits amb la selecció de rugbi league de Nova Zelanda, participant en el Mundial de Rugbi League del 2013.
Igualment va ser seleccionat per jugar el Mundial de Rugbi de 2015, on va anotar un assaig en la victòria del seu equip per 47 - 9 sobre Tonga i va formar part de l'equip que va guanyar la final davant la d'Austràlia per 34 - 17, entrant en la història del rugbi a l'ésser la primera selecció que guanya el títol de campió en dues edicions consecutives. A la volta d'honor subsegüent al partit final, un nen va saltar al camp per abraçar a Bill Williams i aquest li va regalar la seva medalla de campió.
El 2016 va jugar per la selecció de rugbi a 7 de Nova Zelanda en la Sèrie Mundial i els Jocs Olímpics.
Va ser seleccionat per Steve Hansen per jugar amb els All Blacks en la Copa Mundial de Rugbi de 2019 celebrada al Japó on van fer un joc brillant en el qual van guanyar tots els partits de la primera fase excepte el partit contra Itàlia que formava part de l'última jornada de la primera fase, que no es va disputar a causa de l'arribada al Japó del Tifó Hagibis. En els quarts de final es van enfrontar a Irlanda, partit amb certa expectació ja que el els irlandesos eren els únics que havien pogut guanyar als neozelandesos en els últims anys. No obstant això, Nova Zelanda va vèncer per un ampli resultat de 46-14.

### Participacions en Mundials
| Mundial                       | Seu          | Resultat    | PJ | Tries |
| ----------------------------- | ------------ | ----------- | -- | ----- |
| Copa del Món de Rugbi de 2011 | Nova Zelanda | campió      | 7  | 4     |
| Copa del Món de Rugbi de 2015 | Anglaterra   | campió      | 7  | 1     |
| Copa del Món de Rugbi de 2019 | Japó         | tercer lloc | 5  | 1     |

## Palmarès i distincions notables
- Super Rugby: 2012
- National Rugby League: 2013
- Mundial de Clubs rugbi XIII de 2014
- Rugby Championship 2012
- Rugby Championship 2017
- Rugby Championship 2018
- Copa del Món de Rugbi 2011
- Copa del Món de Rugbi 2015
- Seleccionat per jugar amb els Barbarians

## Boxa
Williams alternaria el rugbi amb la boxa, esport que practicà entre 2009 i 2015 en la categoria de pes pesat, registrant set victòries (3 per knockout) i cap derrota.